# Morphonologie
Die Morphonologie (auch: Morphophonologie, Morphonemik, Morphophonemik) ist ein Teilgebiet der Sprachwissenschaft, im Speziellen der Theoretischen Linguistik, und ist als „Bindeglied“ zwischen Phonologie (Lautlehre) und Morphologie (Formenlehre) zu verstehen. Sie untersucht den nach bestimmten Regeln ablaufenden Lautwechsel zwischen verschiedenen Formen bedeutungstragender Teile von Wörtern, den sogenannten Allomorphen. Diese regelmäßigen Lautwechsel werden „Morphoneme“ genannt. Der Begriff „Morphonologie“ wurde 1929 von dem russischen Linguisten Nikolai Sergejewitsch Trubetzkoy als eine notwendige Beschreibungsebene zwischen Phonologie und Morphologie für die systematische Untersuchung und Darstellung der Morphoneme vorgeschlagen.
Untersuchungsgegenstand der Morphonologie sind zum Beispiel die folgenden Phänomene:
- Auslautverhärtung (Verlust der Stimmhaftigkeit von Konsonanten im Auslaut eines Wortes): Im Deutschen gibt es einen regelmäßigen Wechsel zwischen stimmhaften und stimmlosen Konsonanten, je nachdem, ob der entsprechende Laut im Auslaut eines Wortes steht oder nicht. Der Nominativ Singular des Wortes „Hals“ lautet in phonetischer Umschrift [hals], der Genitiv Singular ['halzes], wobei [s] das stimmlose „s“ im Wortauslaut bezeichnet, [z] dagegen das stimmhafte „s“ innerhalb des Wortes vor folgendem Vokal. Dieser Wechsel zwischen [s] und [z] wird als ein Morphophonem aufgefasst. Solche regelmäßigen Wechsel gibt es im Deutschen bei Reibelauten wie dem „s“, aber auch bei Verschlusslauten wie dem „d“ (zum Beispiel [hʊnt] „Hund“ – ['hʊndəs] „Hundes“).  Die Auslautverhärtung im Deutschen wird allerdings in neueren Arbeiten als eine rein phonologische oder phonetische Alternation gesehen, die nicht am Ende eines Wortes, sondern in der Silbenkoda, also unabhängig von Morphemen oder Morphemgrenzen, stattfindet. Danach gehört die Auslautverhärtung nicht in den Bereich der Morphonologie.
- Vokalharmonie (Abhängigkeit der Qualität bestimmter Vokale durch andere im Wort vorangehende Vokale). Dieses Phänomen findet sich in vielen Sprachen der Welt, zum Beispiel im Türkischen oder im Ungarischen.
- Veränderung der Pluralsuffixe im Englischen: Diese Endungen werden als „-s“ oder „-es“ geschrieben. Ihre Aussprache variiert aber zwischen [s], [z], and [ɪz], wie in cats [kæts], dogs [dɔːgz] und bushes ['bʊʃɪz]. Auf der morphophonologischen Ebene kann das Pluralsuffix als eines mit der zugrundeliegenden ⫽z⫽ betrachtet werden, das in den drei genannten Formen realisiert werden, und zwar nur im Fall der Pluralendung.
- Liaison (bestimmte lautliche Verbindungen zwischen zwei Wörtern).
- Ablaut (Vokaländerungen im Stamm eines Wortes).